# Полынь горькая
Полы́нь го́рькая (лат. Artemísia absínthium) — многолетнее травянистое растение серебристого цвета, с сильным ароматным запахом и знаменитой полынной горечью; типовой вид рода Полынь (Artemisia) семейства Астровые (Asteraceae). Одно из древнейших лекарственных растений.

## Распространение и экология
Считается, что происходит из Европы, Северной Африки и с запада Азии. В России распространена от европейской части до верховьев Оби и Енисея; на севере доходит до Кандалакши и Архангельска. Натурализована в Северной Америке. Широко культивируется в Южной Европе, России, Северной Африке и США, где и производится масло.
Растёт на залежах и полевых межах, вдоль дорог, около домов, на засорённых лугах, огородах, по лесным опушкам.
Предпочитает умеренное увлажнение и богатые почвы с нейтральной реакцией. Урожайность на пойменных лугах и по обочинам дорог — 15—30 кг/га сухих побегов.
Содержащийся в листьях абсинтин угнетает развитие растущих вблизи растений.
Размножается семенами.
Растение устойчиво к засухам и морозам.

## Ботаническое описание

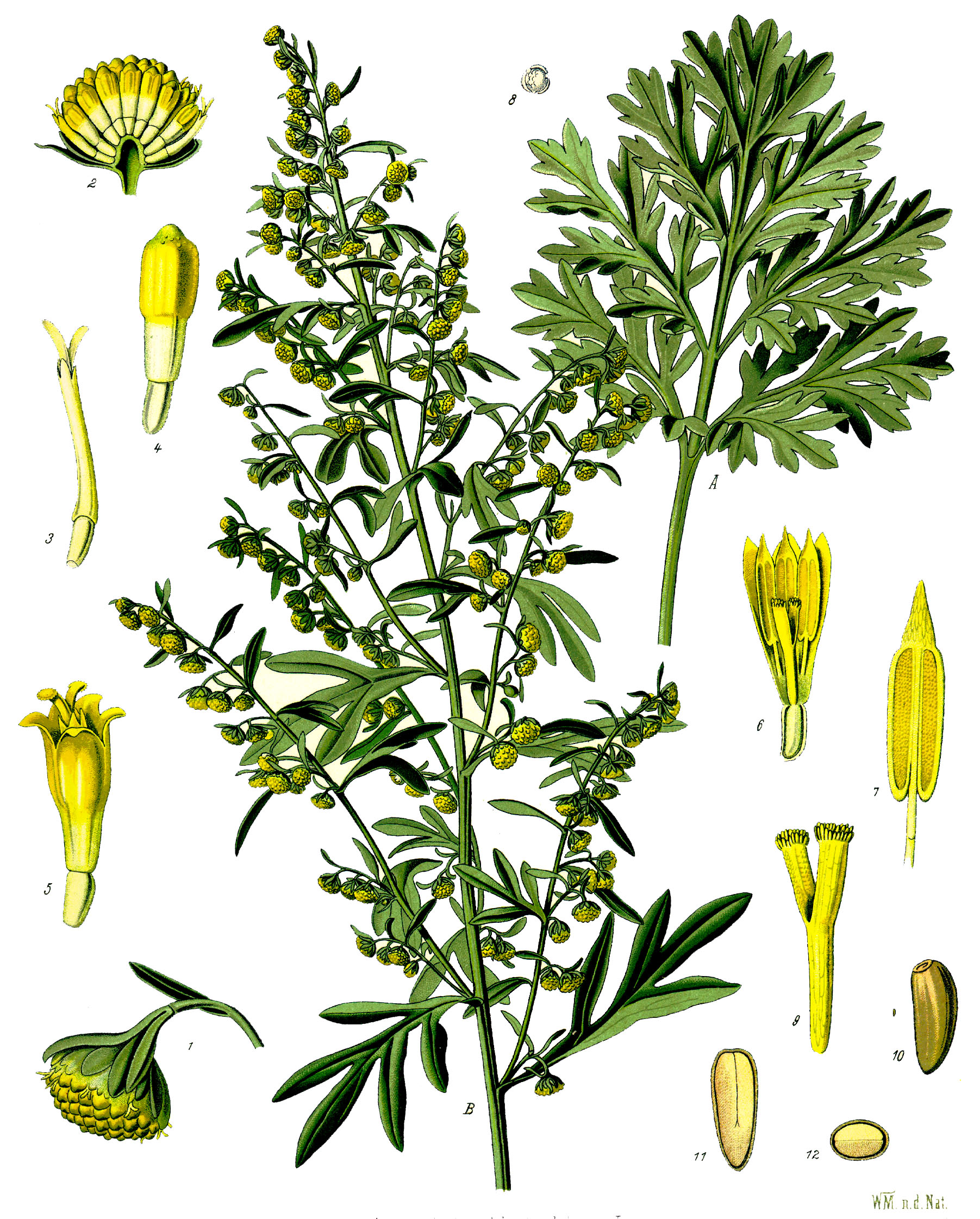
Полынь горькая.

Высота растения 50—200 см, нередко растёт как полукустарник, со стержневым ветвистым корнем и прямостоячими побегами, с серебристо-войлочным опушением.
Стебли прямые, слаборебристые, в верхней части ветвистые, в основании нередко образуют укороченные бесплодные побеги.
Нижние листья длинночерешковые, дважды-трижды перисто-рассечённые, средние — короткочерешковые, дважды перисто-рассечённые, верхние — почти сидячие, перистые или дважды тройчато-раздельные; дольки всех листьев линейно-продолговатые, тупо заострённые.
Цветки все трубчатые, жёлтые; краевые — пестичные, срединные — обоеполые. Корзинки шаровидные, 2,5—3,5 мм в диаметре, собраны на коротких веточках в однобокие кисти, которые, в свою очередь, образуют неширокое метельчатое соцветие. Обёртка корзинок черепитчатая, листочки широко-плёнчатые. Цветоложе выпуклое, волосистое. Цветение в европейской части России в июне — июле.
Плод — буроватая заострённая семянка около 1 мм длиной, продолговато-клиновидная, тонко-бороздчатая, на верхушке с округлой, слегка выпуклой площадкой. Плоды созревают в августе — сентябре.

## Растительное сырьё

### Заготовка лекарственного сырья
Для медицинских целей используют лист полыни горькой (лат. Folium Absinthii) и собранные до или в начале цветения листья и позднее цветущие олиственные верхушки (траву, Herba Absinthii). Заготавливают полынь в два приёма. Прикорневые листья срывают без черешков, до цветения, в стадии бутонизации. Верхушки срезают по длине 20—25 см. Опоздание со сроками сбора ведёт к снижению лекарственной ценности полыни. При более позднем сборе у цветков исчезает жёлтый цвет, они становятся бурыми. Чтобы сырьё не потемнело, растение рыхло складывают в корзинки и быстро сушат в тени — на чердаке, под навесом, на воздухе в тени или в сушилках при температуре 40—50 °С, раскладывая слоем 3—5 см и часто переворачивая. Сухие стебли должны ломаться. Хранят сырьё в плотных мешочках или деревянной таре 2 года.

### Фармакологические свойства
За счёт раздражения окончаний вкусовых нервов в полости рта действующие вещества полыни усиливают функцию желёз желудочно-кишечного тракта (усиливая выделение желчи и панкреатического сока). Действие эфирного масла на центральную нервную систему сходно с камфорой. Хамазулен (один из азуленов) активизирует ретикуло-эндотелиальную систему и фагоцитарные функции, что обуславливает противовоспалительное и послабляющее действие растения.

### Химический состав
Надземная часть полыни горькой в период цветения, листья — до цветения, содержат сесквитерпеновые лактоны, горькие гликозиды (абсинтин, анабсинтин, артабсин и другие), придающие растению своеобразный горький вкус, сапонины, флавоноиды, фитонциды, аскорбиновую кислоту, смолистые и дубильные вещества, калийные соли, артемизинин, эфирное масло (0,2—0,5 %), каротин, органические кислоты (яблочная, янтарная).
Эфирное масло — густая жидкость синего или тёмно-зелёного цвета с резким горьким вкусом. В состав эфирного масла, полученного из растений перегонкой с водяным паром, входят туйиловый спирт (до 10—25 %), туйон (до 10 %), пинен, кадинен, фелландрен, β-кариофиллен, γ-селинен, β-бизаболен, куркумен и хамазуленоген. В надземной части полыни найдены также абсинтин, анабсинтин, ортабсин, прохамазуленоген, кетолактоны А и В, оксилактон и артемизетин.
Растение содержит значительное количество протеина, и в то же время довольно много клетчатки.

## Значение и применение

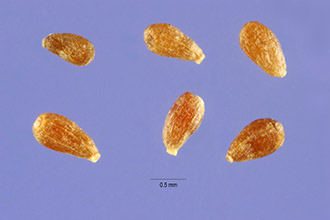
Семена полыни

### Полынь в кулинарии
Экстракт полыни горькой используется для приготовления абсента (дистиллят спиртовой настойки из полыни горькой и других трав). Именно этот ингредиент придаёт абсенту специфический, неповторимый вкус. Полынь — один из основных компонентов в вермуте, а также в некоторых спиртовых настойках.
Полынь иногда используется в кулинарии в качестве приправы, в том числе к жирным блюдам. Многие любят её горький запах и вкус, используют как приправу к жареным мясным блюдам, особенно к жареному гусю.

### Медицинское применение
В медицине многих стран мира растение используется в виде настоя, настойки, жидкого экстракта в качестве горько-пряного желудочного средства, улучшающего пищеварение и возбуждающего аппетит. Препараты полыни горькой применяют при диспепсии, гипоацидных гастритах, при понижении функции желудочно-кишечного тракта, при заболеваниях печени, жёлчного пузыря, бессоннице, малярии, гриппе, катаре верхних дыхательных путей. Хамазулен, получаемый из надземной части полыни горькой, используют при лечении бронхиальной астмы, ревматизма, экзем и ожогов рентгеновскими лучами. Полынь входит в состав желчегонного, аппетитного и желудочного сборов, уменьшающих метеоризм. Полынь горькая включена в фармакопеи более 20 стран, была включена в фармакопею СССР.
Полынь горькую широко и разнообразно используют в отечественной и зарубежной народной медицине: внутрь — как аппетитную горечь, противоглистное вяжущее средство, при гастрите, язвенной болезни желудка, дизентерии, ревматизме, анемии, желтухе, ожирении, метеоризме, мигрени, гипертонической болезни, туберкулёзе лёгких, при отёках, язвенном колите, геморрое, неприятном запахе изо рта, озене, эпилепсии, при белях как отхаркивающее и антиспазматическое, при неврастении, изжоге, при холере и для лечения алкоголизма; наружно — как кровоостанавливающее, противовоспалительное, болеутоляющее и ранозаживляющее, для примочек и компрессов при ушибах, гнойных ранах и язвах, аллергии (полынь оказывает болеутоляющее действие при ушибах, растяжении связок, вывихах, спазме и воспалении толстой кишки). Приём внутрь отвара горькой полыни с мёдом лечит параличи, слабость органов, эпилепсию.
Употребление полыни горькой противопоказано при беременности. Из-за её токсичности при внутреннем применении следует соблюдать осторожность. Чрезмерное применение препаратов полыни может вызвать судороги, конвульсии, галлюцинации.
В русской народной медицине отвар травы полыни употребляется при лихорадке, заболеваниях печени, желудка и селезёнки, при водянке. Свежий сок, смешанный с алкоголем, — при почечнокаменной болезни, бессоннице, как противоглистное и ранозаживляющее средство. В народной медицине Средней Азии настой из цветков полыни используется при язвенном колите, воспалительном процессе в области слепой кишки, при геморрое, неприятном запахе изо рта, при эпилепсии и ряде других заболеваний.

### Противопоказания
Длительное использование горькой полыни или производных средств может привести к анемии. При передозировке наблюдаются галлюцинации, тошнота, рвота. Применение горькой полыни противопоказано при беременности и острых энтероколитах.

### Бытовое применение
Полынь используется, в частности, как фитонцидное и инсектицидное средство для борьбы с гусеницами и плодожоркой. Отсюда и английское название полыни англ. wormwood (worm — червь, wood — древесина, лес). Запах растения отпугивает платяную моль, муравьёв, блох, тараканов.
Пасечники используют это свойство для борьбы с пчелиным воровством и с заразным заболеванием пчёл — нозематозом.
Входит в состав препарата КАС-81 применяемого для профилактики и лечения заболевания пчёл варроатоза.
Домашними животными не поедается. С весны или при недостатке кормов поедаются только листья и соцветия. При поедании дойными коровами молоко становится горьким и весьма неприятным для употребления в пищу. Сено довольно охотно поедается кроликами. В опытах в среднем съедалось 58 % от данного корма. При опытном скармливании сена кроликам переваримость оказалась высокой. По расчетам 100 кг сена содержит 49 кормовых единиц и 7,3 кг переваримого белка. Кролики, участвовавшие в опытах, не убавили в весе, а за время опыта, получена экономия до 900 грамм овса на голову.
Эфирное масло, содержащееся в растении, используется в ликёрно-водочной промышленности для приготовления водки, абсента, вермута. В некоторых странах используется для приготовления пива.
Надземной частью можно окрашивать ткани в различные тона зелёного цвета.
Культивируется как декоративное садовое растение; выведено несколько сортов с эффектной листвой.

## Классификация

### Таксономия[13]
Artemisia absinthium L., 1753, Sp. Pl. : 848 
Вид Полынь горькая относится к роду Полынь (Artemisia) семействa Астровые (Asteraceae) порядка Астроцветные (Asterales). Кладограмма в соответствии с Системой APG IV:
|  |                                      |  |                                   |                                   |                    |  | ещё 10 семейств | ещё 10 семейств |                |  |  |  | еще 416 подтвержденных и 406 в статусе "непроверенных" видов и инфравидовых таксонов |
|  |                                      |  |                                   |                                   |                    |  | ещё 10 семейств | ещё 10 семейств |                |  |  |  | еще 416 подтвержденных и 406 в статусе "непроверенных" видов и инфравидовых таксонов |
|  |                                      |  |                                   | порядок Астроцветные              |                    |  |                 |                 | род Полынь     |  |  |  |                                                                                      |
|  |                                      |  |                                   | порядок Астроцветные              |                    |  |                 |                 | род Полынь     |  |  |  |                                                                                      |
|  | отдел Цветковые, или Покрытосеменные |  |                                   |                                   | семейство Астровые |  |                 |                 | Полынь горькая |  |  |  |                                                                                      |
|  | отдел Цветковые, или Покрытосеменные |  |                                   |                                   | семейство Астровые |  |                 |                 |                |  |  |  |                                                                                      |
|  |                                      |  | ещё 63 порядка цветковых растений | ещё 63 порядка цветковых растений |                    |  |                 | ещё 1804 рода   | ещё 1804 рода  |  |  |  |                                                                                      |
|  |                                      |  |                                   | ещё 63 порядка цветковых растений |                    |  |                 |                 | ещё 1804 рода  |  |  |  |                                                                                      |

### Синонимы
- Absinthium bipedale  Gilib.
- Absinthium majus  Garsault
- Absinthium officinale  Brot.
- Artemisia absinthia  St.-Lag.
- Artemisia absinthium var. absinthium
- Artemisia absinthium var. insipida  Stechm.
- Artemisia albida  Willd. ex Spreng.
- Artemisia albida  Maxim.
- Artemisia arborescens f. rehan  (Chiov.) Chiov.
- Artemisia arborescens var. cupaniana  Chiov.
- Artemisia baldaccii  Degen
- Artemisia doonense  Royle
- Artemisia inodora  Mill.
- Artemisia kulbadica  Boiss. & Buhse
- Artemisia pendula  Salisb.
- Artemisia rehan  Chiov.
- Artemisia rhaetica  Brügger